# 扁蟾属
扁蟾属，俗称中美洲蟾蜍，是蟾蜍科的属，分布于美国南部、墨西哥、中美洲地区和南美洲北部（哥伦比亚和厄瓜多尔）。扁蟾属是生态和生物地理多样化的蟾蜍群，包括一些微小的特有種，如只分布于云雾森林的Incilius spiculatus，以及Incilius valliceps等分布于干扰生境的低地物种。

## 分类学和系统学
扁蟾属的分类学和系统学最近发生了很多变化。2011年，Cranopsis、Ollotis、Crepidius和Crepidophryne成为扁蟾属的異名。但是，扁蟾属是单系群的观点受到了Incilius bocourti的威胁，因为Incilius bocourti可能是Anaxyrus的姐妹群。
另一个讨论是识别该属的分类学水平。在2006年达尔·弗罗斯特及其同事大规模修订两栖动物系统学之前，扁蟾属并没有得到广泛的认可，而是以Cranopsis的名义存在，包括前“垣头蟾组”及其相关物种。但是，另外一些学者认为扁蟾属应该被看做蟾蜍屬的亞屬。

## 物种
扁蟾属目前共有39个物种：
- 科羅拉多河蟾蜍(Incilius alvarius) (Girard, 1859)
- Incilius aucoinae (O'Neill and Mendelson, 2004)
- Incilius aurarius Mendelson, Mulcahy, Snell, Acevedo, and Campbell, 2012
- Incilius bocourti (Brocchi, 1877)
- Incilius campbelli (Mendelson, 1994)
- Incilius canaliferus (Cope, 1877)
- Incilius cavifrons (Firschein, 1950)
- Incilius chompipe (Vaughan and Mendelson, 2007)
- Incilius coccifer (Cope, 1866)
- 常绿蟾蜍(Incilius coniferus）(Cope, 1862)
- Incilius cristatus (Wiegmann, 1833)
- Incilius cycladen (Lynch and Smith, 1966)
- Incilius epioticus (Cope, 1875)
- Incilius fastidiosus (Cope, 1875)
- Incilius gemmifer (Taylor, 1940)
- Incilius guanacaste (Vaughan and Mendelson, 2007)
- Incilius holdridgei (Taylor, 1952)
- Incilius ibarrai (Stuart, 1954)
- Incilius karenlipsae Mendelson and Mulcahy, 2010
- Incilius leucomyos (McCranie and Wilson, 2000)
- Incilius luetkenii (Boulenger, 1891)
- Incilius macrocristatus (Firschein and Smith, 1957)
- Incilius majordomus Savage, Ugarte, and Donnelly, 2013
- Incilius marmoreus (Wiegmann, 1833)
- Incilius mazatlanensis (Taylor, 1940)
- Incilius mccoyi Santos-Barrera and Flores-Villela, 2011
- Incilius melanochlorus (Cope, 1877)
- Incilius nebulifer (Girard, 1854)
- Incilius occidentalis (Camerano, 1879)
- †金蟾蜍（Incilius periglenes） (Savage, 1967)
- Incilius peripatetes (Savage, 1972)
- Incilius perplexus (Taylor, 1943)
- Incilius pisinnus (Mendelson, Williams, Sheil, and Mulcahy, 2005)
- Incilius porteri (Mendelson, Williams, Sheil, and Mulcahy, 2005)
- Incilius signifer (Mendelson, Williams, Sheil, and Mulcahy, 2005)
- Incilius spiculatus (Mendelson, 1997)
- Incilius tacanensis (Smith, 1952)
- Incilius tutelarius (Mendelson, 1997)
- Incilius valliceps (Wiegmann, 1833)

AmphibiaWeb认可Incilius intermedius (Günther, 1858)是有效物种，而Amphibian Species of the World认为Incilius intermedius是Incilius occidentalis (Camerano, 1879)的異名。